# Compagnia del Ceruglio
La Compagnia del Ceruglio è la prima compagnia di ventura della storia, attiva nel XIV secolo in Italia.

## Storia
Fu fondata nel 1329 da un gruppo di 800 soldati mercenari tedeschi venuti in Italia al seguito di Ludovico il Bavaro, reduci dalla conquista di Pisa. La denominazione del Ceruglio fu tratta dal luogo in cui la compagnia venne fondata, ossia la rocca del Cerruglio di Vivinaia, antico borgo nei pressi di Montecarlo. Questi soldati furono assoldati e successivamente capitanati da Marco Visconti.
Le imprese militari di questa compagnia di ventura si svolsero in Toscana. Nel 1329 fu conquistata dai venturieri la città di Lucca ai danni di Francesco Castracani, cugino di Castruccio, che fu cacciato dalla città e che divenne di proprietà del Visconti. Durante la battaglia, ne fu devastato e saccheggiato il territorio circostante, e molti civili furono uccisi, come nell'eccidio di Camaiore in cui morirono 400 persone.
La compagnia fu poi al servizio della Repubblica di Pisa contro le forze imperiali guidate da Tarlatino Tarlati. Quando Lucca fu venduta dal Visconti al genovese Gherardino Spinola (?-1346 ca.) per la somma di 30.000 fiorini, la compagnia fu sciolta e quasi tutti i suoi membri vissero di brigantaggio per varie parti della Toscana e dell'Emilia.